# Citheronia
Citheronia is een geslacht van vlinders uit de familie van de nachtpauwogen (Saturniidae), en de onderfamilie Ceratocampinae.

## Kenmerken
De vlinders zijn relatief groot en hebben een sterk lichaam. Een volwassen Citheronia regalis bereikt een spanwijdte van 9,5 tot 15,5 cm. Hun kleur varieert van oranje tot bruin, waarbij de meeste soorten een opvallend geel of wit patroon hebben. De voorvleugels zijn langwerpig, waardoor de dieren een zekere gelijkenis vertonen met pijlstaarten. Sommige soorten hebben schijfvormige vlekken. De achtervleugels zijn afgerond en naar verhouding iets verkleind. Mannelijke voelsprieten zijn dubbel geveerd, vrouwelijke zijn draadvormig.
Aanvankelijk zijn de uitsteeksels (scoli) op de rug van de rupsen van alle soorten van het geslacht relatief groot. De rupsen zien er erg indrukwekkend uit en kunnen meer dan 15 centimeter lang worden.

## Voortplanting
De vrouwtjes leggen hun grote, geelachtige, transparante eieren in groepjes van twee tot zes op de waardplanten van de rups. De groeiende rups is duidelijk te zien door de eierschaal. Na het vijfde rupsstadium verpoppen ze in een kamer in de grond. De pop overwintert daar.

## Verspreiding
Het geslacht is wijdverbreid op de twee Amerikaanse continenten. Het verspreidingsgebied strekt zich uit van het gematigde noordoosten van de Verenigde Staten over Midden-Amerika en het zuiden tot grote delen van Zuid-Amerika. De grootste soortendichtheid is te vinden in het Neotropisch gebied; in de Verenigde Staten komen slechts drie soorten voor (Citheronia regalis, Citheronia sepulcralis en Citheronia splendens). Er is historisch bewijs van een vierde soort toegeschreven aan ofwel Citheronia mexicana dan wel Citheronia beledonon vanwege de nabijheid van Mexico.

## Soorten
- Citheronia andina Lemaire, 1971
- Citheronia aroa Schaus, 1896
- Citheronia azteca Schaus, 1896
- Citheronia beledonon Dyar, 1912
- Citheronia bellavista Draudt, 1930
- Citheronia brissotii (Boisduval, 1868)
- Citheronia caucensis Brechlin, 2019
- Citheronia collaris Rothschild, 1907
- Citheronia chrisbrechlinae Brechlin & Meister, 2012
- Citheronia equatorialis Bouvier, 1927
- Citheronia guayaquila Schaus, 1927
- Citheronia hamifera Rothschild, 1907
- Citheronia johnsoni Schaus, 1928
- Citheronia kaechi Brechlin, 2019
- Citheronia laguajira Brechlin, Meister & van Schayck, 2019
- Citheronia laocandensis Brechlin, Meister & van Schayck, 2019
- Citheronia laocoon (Cramer, 1777)
- Citheronia lichyi Lemaire, 1971
- Citheronia lobesis Rothschild, 1907
- Citheronia maureillei Wolfe & Herbin, 2002
- Citheronia mexicana Grote & Robinson, 1867
- Citheronia phoandensis Brechlin, 2019
- Citheronia phochocoensis Brechlin, 2019
- Citheronia phoronea (Cramer, 1779)
- Citheronia pseudomexicana Lemaire, 1974
- Citheronia regalis (Fabricius, 1793)
- Citheronia sepulcralis Grote & Robinson, 1865
- Citheronia splendens (Druce, 1886)
- Citheronia vogleri (Weyenbergh, 1881)
- Citheronia volcan Lemaire, 1982
- Citheronia winbrechlini Brechlin, 2019
- Citheronia witti Brechlin, 2019